# Палуца
Палу̀ца (на италиански: Paluzza; на фриулски: Paluce, Палуче) е село и община в Северна Италия, провинция Удине, автономен регион Фриули-Венеция Джулия. Разположено е на 605 m надморска височина. Населението на общината е 2403 души (към 2010 г.).